# Setlemuk
Setlemuk (Se'tLmux, Setlomuk, Set'Lomux, Canyon Shuswap), jedna od sedam glavnih grana Shuswap Indijanaca porodice Salishan, nekad naaseljeni zapadno od rijeke Fraser između Churn i Riskie Creeka, na jugu kanadske provincije Britanska Kolumbija. Prema Swantonu imali su 4 sela: Riskie Creek (Pek), North Cañon (Snhahalaus), South Cañon (Snhahelaus) i Chilcotin Mouth (Tekhoilups).
Setlemuke je 1862. pogodila epidemija boginja, a svega nešto preživjelih se nakon toga 1860-tih pridružila bandi Esketemc ili Alakli Lake koja je živjela sjeverno od rječice Dog Creek, pritoci Frasera.

## Vanjske poveznice
- Senijextee and Shuswap Indians of Canada